# Feminismo en Colombia
El Feminismo en Colombia es un movimiento social que ha concentrado en promover la garantía y el reconocimiento de los derechos de las mujeres en el país. Las luchas feministas en Colombia, sen han concentrado sobre todo al conflicto armado colombiano y la paz.

## Historia

### SigloXX
Los primeros colectivos de mujeres en Colombia aparecieron en las décadas de 1923-1943 con temas como el voto femenino, la autonomía e independencia, el acceso a la educación superior y la posibilidad de ejercer cargos públicos. Antes del movimiento del sufragio femenino, uno de los hitos del feminismo en Colombia fue la huelga obrera en una fábrica de Antioquia, liderada por Betsabé Espinal, en donde se consiguió un aumento salarial del 40%, la disminución de la jornada laboral, la posibilidad de asistir con calzado al trabajo y el despido de los empleados que habían cometido actos de acoso sexual. La movilización sufragista inició alrededor de 1950, en búsqueda del voto femenino y terminó con su aprobación en el país en 1954.

En la década de los setenta, se conforman los primeros grupos denominados feministas que tuvieron como bandera los tema de la libre decisión sobre el cuerpo, la maternidad y el reconocimiento de los derechos de las mujeres. Estos esfuerzos colectivos permitieron que en Bogotá se realizará el Primer Encuentro Feminista Latinoamericano y del Caribe en 1981 y que en la Constitución Política de 1991 se reconociera a las mujeres como ciudadanas y se ratificaran los derechos que se habían otorgado en alguna leyes y decretos:
A partir de la carta magna las mujeres tienen derecho a la igualdad de condiciones que los hombres, participación ciudadana, autonomía y plena capacidad para decidir sobre sus propios actos, participación en cargos públicos, a un trabajo sin discriminación laboral con condiciones dignas y justas, ejercer una profesión, conformar una familia, protección a la mujer y la maternidad, protección contra la violencia y discriminación de cualquier tipo, a la salud, a políticas que garanticen la equidad y la igualdad de oportunidades.

### SigloXXI
Con los avances del feminismo en Colombia con la ratificación de la Constitución Política de 1991, el país suscribió y ratificó tratados internacionales para garantizar el respeto por la vida y los derechos fundamentales de las mujeres. Algunos de estos tratados son la Convención Interamericana para prevenir, sancionar y erradicar la violencia contra la mujer y la Convención sobre la eliminación de todas las formas de discriminación contra la mujer. Además, se han promulgado leyes nacionales tendientes a promover la igualdad de género y garantizar la protección y el respeto por los derechos humanos de las mujeres.
La Organización de las Naciones Unidas ha manifestado que en la década de los 2000, Colombia ha tenido un avance en la participación y el desarrollo de leyes en pro de garantizar los derechos humanos de las mujeres; aumentando la representación de mujeres, buscando lineamientos y mecanismos de prevención de la violencia contra la mujer y difundiendo con mayor amplitud los derechos sexuales y reproductivos, la despenalización del aborto hasta la semana 24, la ley de paridad, la creación del ministerio de igualdad, entre otros.

## Debates actuales

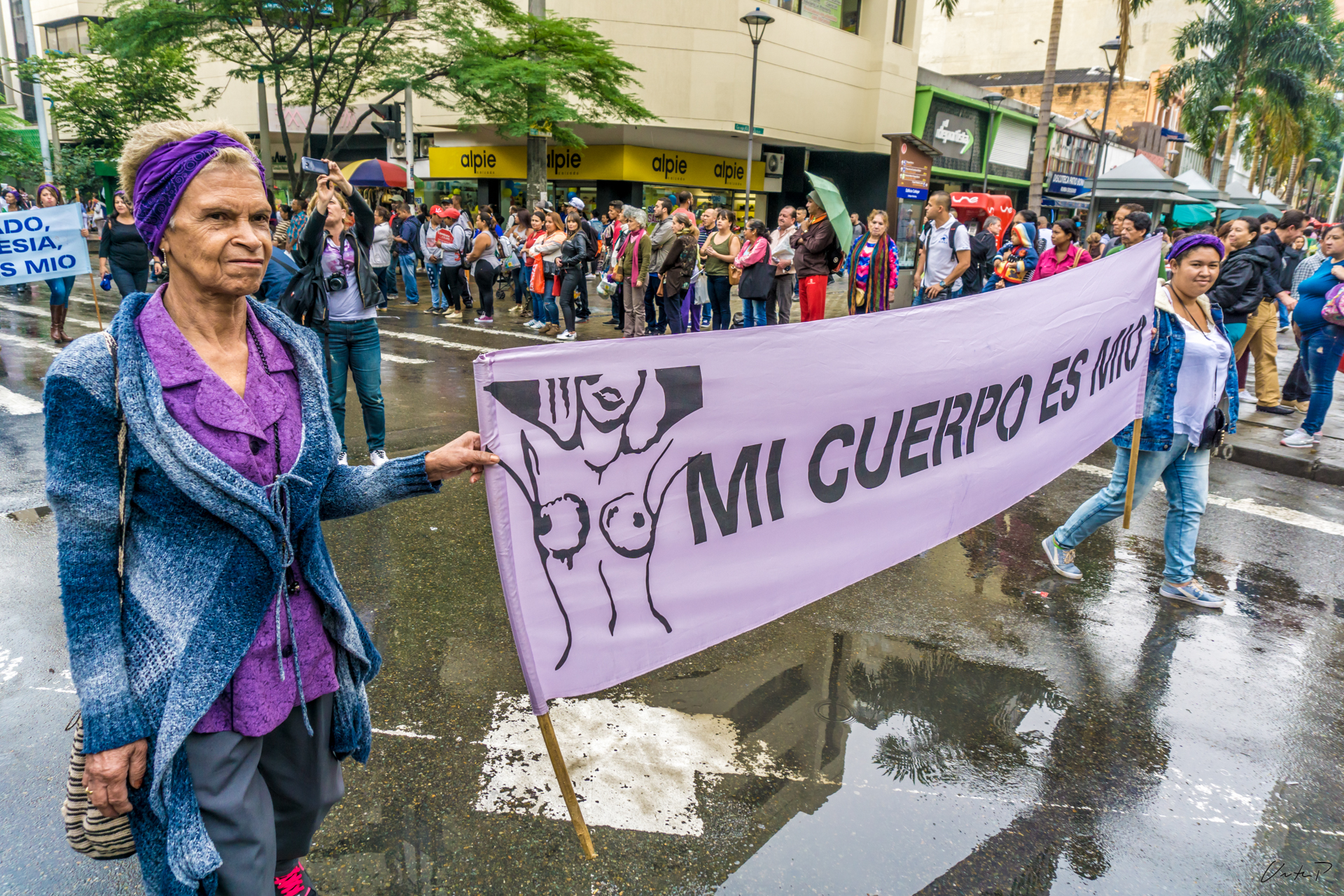
Marcha del 8M en Medellín, Colombia, 2017.

Colombia ha tenido logros relevantes en relación a la promoción de la igualdad de género y el empoderamiento de las mujeres, sin embargo, las problemáticas del siglo XXI por las que los movimientos feministas siguen luchando son los feminicidios en el país, las violencias basadas en género en emergencias humanitarias como el conflicto armado colombiano, las brechas salariales, el trabajo de cuidados, los trabajos no remunerados, así como las brechas en la participación política.
Además, se han sumado discusiones en los últimos años, como la centralidad y fragmentación de los movimientos feministas, señalando que el movimiento no abarca a todos los territorios nacionales, sobre todo, las poblaciones indígenas, campesinas y afrocolombianas.

## Mujeres referentes en el movimiento
Entre las mujeres que han influido en el feminismo en Colombia se reconoce a Gabriela Peláez Echeverri, Margarita Villaquirá, Betsabé Espinal, Esmeralda Arboleda Cadavid y Josefina Valencia de Hubach, entre otras.